# أبيض وأسود (شطرنج)

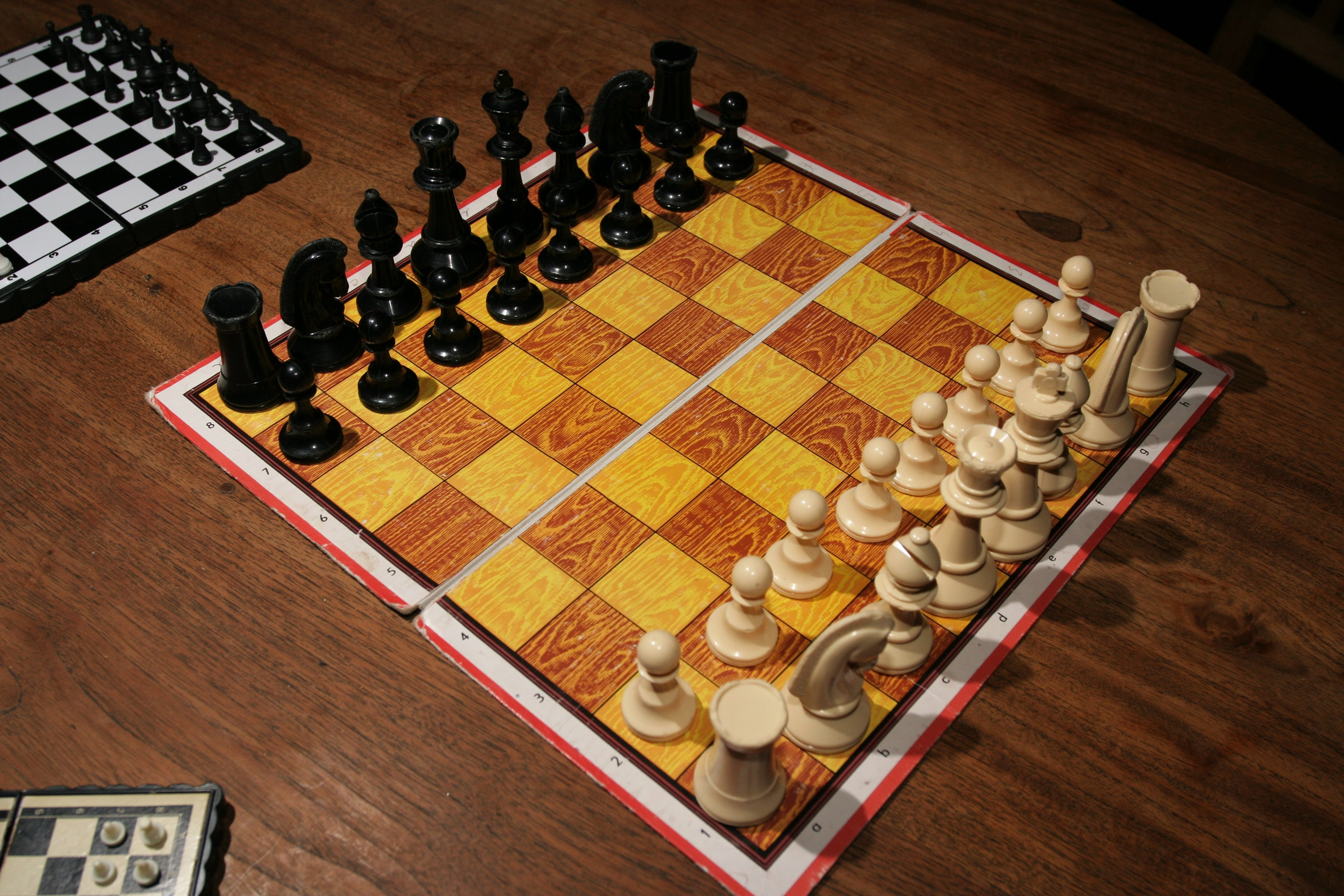

يشار في لعبة الشطرنج، إلى اللاعب الذي يفتتح اللعب ب «الأبيض» واللاعب الثاني يطلق عليه اسم «الأسود».وبالمثل، فإن أحجار كل منهما
تسمى، على التوالي، «القطع البيضاء» و«القطع السوداء».في كثير من الأحيان لا تكون مربعات رقعة اللعب بيضاء وسوداء بالمعنى الحرفي،
بل تكون بألوان أخرى (عادة ما يحل لون فاتح مكان المربعات البيضاء ولون داكن مكان المربعات السوداء).
توزع المربعات الأربع والستون على رقعة الشطرنج، على نمط متناوب من لونين مختلفين لتشكيل التباين البصري، فيشار إلى المربعات باللون الفاتح ب «المربعات البيضاء» أو «المربعات الخفيفة» من جهة، ويشار إلى المربعات باللون الداكن ب «المربعات السوداء» أو «المربعات القاتمة» من جهة أخرى.على سبيل المثال، تكون المربعات في الألواح البلاستيكية مصفرة («برتقالية») وخضراء، بينما تكون المربعات في الألواح الخشبية غالبًا بلون بني فاتح وبني داكن.

## نبذة تاريخية
كما لاحظ هاوارد ستانتون كانت ر قعة الشطرنج في العصور السابقة، تقسم ببساطة إلى 64 مربعاً، من دون أي اختلاف في اللون كان تلوين المربعات بلونين مختلفين ابتكاراً أوروبيا، أدخل في القرن الثالث عشر. ذكر فرانسوا أندريه دنيكان فيليودور في الطبعات الاصلية لكتابه «تحليل لعبة الشطرنج» دوراً كانت نقلت البدء فيه للأسود. كما ذكر يوهان هورني في كتاب صدر في ألمانيا عام 1824، أن النقلة الأولى كانت للأسود.

## أفضلية نقلة البدء
منذ سنة 1889 على الأقل وإلى يومنا هذا يدور جدل بين لاعبي الشطرنج حول ما إذا كانت نقلة البدء تمنح الأبيض أفضلية هامة.. يظهر التحليل الإحصائي أن نتائج الأبيض تتراوح بين نسبة 52 و56 بالمئة في معظم مستويات من اللعب، مع هامش زيادة في تحسن مستوى اللعب لدى الأبيض.